# Жуань Юань
Жуань Юань (阮元, 21 січня 1764 — 27 листопада 1849) — державний діяч епохи Цін, антиквар і колекціонер, інтелектуал широкого профілю: конфуціанський філософ, текстолог, дослідник епіграфіки, історик астрономії та математики. Просвітник, що заснував декілька навчальних закладів і публічних бібліотек у Ханчжоу, Янчжоу та Гуанчжоу, деякі з яких функціонували ще на початку XX століття. Також успішно займався живописом і каліграфією.
Походив із небагатої родини, досягнув благополуччя виключно завдяки власним талантам. 1789 року удостоєний ступеня цзіньши, 1791 року здобув найвище місце на іспиті в Академії Ханьлінь. З 1793 року — на службі в Нейге, шість років пробув начальником відділу освіти в Шаньдуні та Чжецзяні, в 1799—1809 роках — губернатор Чжецзяна (з перервою в 1805—1807), 1814 року призначений губернатором Цзянсі та переведений на посаду генерал-губернатора до Ґуандуна та Ґуансі (до 1824 року). У 1826—1835 роках — генерал-губернатор Юньнані та Ґуйчжоу. З 1835 року — на найвищих чиновницьких посадах у столиці, дослужившись до звання Великого секретаря; з 1838 року у відставці. 1846 року удостоєний почесного звання Великого наставника; посмертно удостоєний титулу «Культурний і мудрий».
Опублікував понад 80 творів, деякі з яких перевидаються в XXI столітті, передусім «Шисань цзин чжушу» — звід авторитетних коментарів до «Тринадцятикнижжя» (1816). Опублікував також збірник біографій астрономів і математиків, до якого входили перші в Китаї життєписи Коперника, Галілея, Ньютона й інших. Спадок Жуань Юаня в XX та XXI століттях приваблював увагу дослідників як біографія зразкового конфуціанського чиновника та вченого-антиквара, повністю лояльного маньчжурській владі та традиційній системі цінностей.

## Життєпис
Народився у 1764 році у м.Янчжоу, провінція Цзянсу. Походив із знатної родини. Дідусь Жуань Юаня був очільником військ провінції Хунань. У 1786 році Жуань Юань здобув ступінь вчителя, а трьома роками пізніше, пройшовши іспит на державну посаду (отримав ступінь цзіньши), був прийнятий до академії Ханьлінь.
У 1793 році став керуючим (ду) Відділу освіти провінції Шаньдун, а у 1795 році очолив відділ освіти у м. Ханчжоу провінції Чжецзян.
У 1799 році Жуань Юань став професором математики в Императорській академії, зберігши безліч постів у відомствах. У 1801 році в Ханчжоу він заснував академію Гу-цзин цзин-ше (Духовна обитель тлумачення канонів), в якій викладалися література, астрономія і математика, при цьому продовжуючи редагувати, каталогізувати і збирати книги.
У 1806 році Жуань Юань отримав пост управителя (сюнь фу) провінції Хенань, але в 1809 році через незначні помилки понижений на посаді і направлений в Ханьліньську академію як звичайний вчений. Там він став займатися дослідженням стародавніх текстів Історичної бібліотеки, директором якої став у 1810 році.
Кар'єрний ріст привів його у 1814 році до посади управителя провінції Цзянсі. У 1817 році Жуань Юаня було призначено генерал-губернатором (цзун ду) провінцій Гуандун та Гуансі у південному Китаї. В Гуандуні він заснував відому академію Сюе-хай-тан («Зала моря знань»). У 1826 році став генерал-губернатором провінцій Юньнань і Гуйчжоу, а у 1835 році — канцлером («великою вченою людиною» — да сюе-ши) в імператорській адміністрації. У 1838 році Жуань Юань пішов у відставку. після цього повернувся додому, де й помер у 1849 році.

## Творчість
Під час служби в Ханчжоу у 1795—1799 роках Жуань Юань почав свою найбільш відому працю «Чоу жень чжуань» («Біографії астрономів-математиків»), в написанні якій йому допомагали колеги, зокрема Лі Жуй. Робота була видана у 1799 році, згодом перевидавалася 6 разів. Додаткові глави були дописані як додатки у 1840 році.
У 1800 році він був призначений управителем (сюнь фу) провінції Чжецзян і в тому ж році написав додаток до «Ді Цю ту шо» («Ілюстрований опис земної кулі») Цянь Дасіня, в якому наставляв читачів не слідувати за теорією Коперника тільки через її «новизну».
У 1814 році він відредагував сунский варіант «Ши сань цзін чжу шу» («Тринадцатикнижия з коментарями і тлумаченнями»), якій потім було видано у 1816 році.